# ジェームズ・シェイマス
ジェームズ・シェイマス（James Schamus, 1959年9月7日 - ）は、アメリカ合衆国ミシガン州出身の脚本家・映画プロデューサー。アン・リー監督とのコラボレーションで知られる。

## 人物
カリフォルニア大学バークレー校卒業。アン・リー作品の脚本・プロデュースで知られている。現在は、コロンビア大学で教鞭を執っている。

## 作品

### 脚本
- 恋人たちの食卓 Eat Drink Man Woman (1994)

### プロデュース
- 恍惚 Swoon (1992)
- マクマレン兄弟 The Brothers McMullen  (1995)
- SAFE Safe (1995)
- いつか晴れた日に Sense and Sensibility (1995)
- 彼女は最高 She's the One (1996)
- オフィス・キラー Office Killer (1997)
- ハピネス Happiness (1998)
- ローラとビリー・ザ・キッド Lola und Bilidikid (1999)
- 戦争のはじめかた Buffalo Soldiers (2001)
- ブロークバック・マウンテン Brokeback Mountain (2005)
- ヒトラーへの285枚の葉書 Alone in Berlin (2016)
- ベンジー Benji (2018) ※製作総指揮
- 明日の恋の見つけかた The Tomorrow Man (2019)
- アシスタント The Assistant (2019)

### 脚本&プロデュース
- 推手 Pushing Hands (1991)
- ウェディング・バンケット The Wedding Banquet (1993)
- アイス・ストーム The Ice Storm (1997)
- 楽園をください Ride with the Devil (1999)
- グリーン・デスティニー Crouching Tiger, Hidden Dragon (2000)
- ハルク Hulk (2003)
- ラスト、コーション Lust, Caution (2007)
- ウッドストックがやってくる! Taking Woodstock (2009)